# VI División de Ejército
La VI División de Ejército es una unidad operativa del Ejército de Chile con sede en Iquique, región de Tarapacá. Su jurisdicción geográfica comprende las regiones de Tarapacá y Arica y Parinacota.

## Organización
La estructura orgánica de la VI es la que sigue:
- VI División de Ejército.
  - 1.ª Brigada Acorazada Coraceros en Arica.
    - Batallón de Infantería Blindado N.º 27 "Bulnes"
    - Grupo Blindado N.º 9 "Vencedores" (ex-Regimiento de Caballería Blindada N.º 9 "Vencedores")
    - Grupo de Artillería N.º 15 "Traiguén".
    - Grupo de Artillería Autopropulsada N.º 4 "Miraflores" (ex-Regimiento de Artillería N.º 4 "Miraflores" [Traiguén])
    - Compañía de Ingenieros Mecanizada N.º 9 "Zapadores"
    - Compañía de Telecomunicaciones N.º 10 "San Marcos"
    - Compañía Antiblindaje de Misiles
    - Batería de Artillería Antiaérea
    - Pelotón de Exploración Blindado
    - Compañía de Abastecimiento y Mantenimiento
    - Compañía de Cuartel

  - 2.ª Brigada Acorazada Cazadores en Pozo Almonte (Campo Militar Pozo Almonte). 
    - Batallón de Infantería Blindada N.º 5 "Carampangue" (ex-Regimiento de Infantería N.º 5 "Carampangue")
    - Grupo Blindado N.º 7 "Guías" (ex-Regimiento de Caballería Blindada N.º 7 "Guias" [Concepción])
    - Grupo de Artillería Autopropulsada N.º 9 "Salvo"
    - Compañía de Ingenieros Mecanizada N.º 7 "Aconcagua" (ex-Regimiento de Ingenieros N.º 7 "Aconcagua" [Quillota])
    - Compañía de Telecomunicaciones N° 11 "Valparaíso"
    - Compañía Logística Independiente
    - Pelotón de Exploración Blindado

  - Brigada Motorizada N.º 4 "Rancagua" en Arica.
    - Batallón de Infantería Motorizada N.º 4 "Rancagua" (ex-Regimiento de Infantería N.º 4 "Rancagua")
    - Batallón de Ingenieros N.º 6 "Azapa" (ex-Regimiento de Ingenieros N.º 6 "Azapa" ver Regimiento Reforzado n.º 6 "Matucana")
    - Grupo de Artillería N.º 6 "Dolores" (ex-Regimiento de Artillería N.º 6 "Dolores" ver Regimiento Reforzado n.º 6 "Matucana")
    - Subjefatura Zonal Cuerpo Militar del Trabajo "Arica"
    - Unidad de Desminado Humanitario
    - Compañía de Telecomunicaciones "San Marcos"

  - Brigada Motorizada N.º 24 "Huamachuco" en Putre.
    - Batallón de Infantería Motorizada N.º 24 "Huamachuco" (ex-Regimiento de Infantería N.º 24 "Huamachuco")
    - Grupo de Artillería N.º 14 "Parinacota"
    - Compañía de Ingenieros.
    - Compañía de Telecomunicaciones.
    - Pelotón de Exploración Terrestre.
    - Compañía Antiblindaje
    - Compañía Logística Independiente

  - Regimiento Logístico Divisionario N.º 6 "Pisagua" en Arica
  - Batallón de Telecomunicaciones N° 6 "Tarapacá" en Pozo Almonte
  - Pelotón de Aviación N.º 6 "Arica" Arica
  - Pelotón de Aviación N° 6 "Iquique"

Iquique
- - Compañía de Comandos N.º 6 "Iquique"

## Plan de Modernización
El Ejército de Chile comenzó la creación de 5 Brigadas Acorazadas que fuesen compuestas solo por personal "profesional", para esto se comenzó un plan de adquisición de tanques Leopard 2 y otros vehículos. Por este motivo en el mes de diciembre del año 2007 se cerraron 2 Regimientos Reforzados que pasaron a denominarse Brigadas Acorazadas estos fueron el Regimiento Reforzado n.º 6 "Matucana" que se convirtió en la 1.era. Brigada Acorazada "Coraceros" con base en la ciudad de Arica y el Regimiento Reforzado n.º 2 "Cazadores" que pasó a denominarse 2.ª. Brigada Acorazada "Cazadores" con base en Fuerte Baquedano, ambas unidades pertenecientes a la VI División de Ejército.

## Fuente
- Ejército de Chile

- Datos: Q6158434